# 사남 사이드
사남 사이드(우르두어: صنم سعید, 영어: Sanam Saeed, 1985년 2월 2일 ~ )는 파키스탄의 배우, 가수, 전직 모델이다.

## 출연 작품
- 케이크 (2018)
- 람 (2016)